# Felipe Klein
Felipe Ely Klein (Porto Alegre, 9 aprile 1987) è un calciatore brasiliano, centrocampista del Mar de Fondo.

## Caratteristiche tecniche
È un esterno destro.

## Carriera
Cresciuto nel settore giovanile dell'Internacional, dal 2008 al 2011 ha giocato nei campionati statali brasiliani con le maglie di Porto Alegre, Canoas, Ferroviário-CE e Fortaleza, prima di trasferirsi in Uruguay al Cerro Largo, dove ha disputato due stagioni da titolare collezionando 59 presenze fra campionato e coppe. Dal 2014 al 2015 ha giocato nelle serie inferiori brasiliane con Icasa, Passo Fundo e Glória, per poi fare ritorno in Uruguay, questa volta con la maglia del Cerro.